# Spinotarsus kentaniensis
Spinotarsus kentaniensis är en mångfotingart som beskrevs av Kraus 1966. Spinotarsus kentaniensis ingår i släktet Spinotarsus och familjen Odontopygidae. Inga underarter finns listade i Catalogue of Life.